# 森本さやか (アナウンサー)
森本 さやか（もりもと さやか、1977年11月19日 - ）は、フジテレビ社員。同局元女性アナウンサー。

## 来歴・人物
愛知県名古屋市出身。
小学6年生の時にソフトボール投げで52.5mを記録し、名古屋市大会で6位になった。
1990年、雑誌『mc Sister』（婦人画報社（現ハースト婦人画報社））の専属モデルとしてデビュー、長脚の美少女として注目される。モデル時代はCMにも出演しており、キッコーマン「デルモンテ」のテレビCMで河相我聞と共演している。
名古屋市立名東高等学校卒業。一浪のあと早稲田大学教育学部社会科学専修卒業。2001年4月、フジテレビに入社。
入社当時、TBSの小倉弘子（174cm）を3cm上回る177cmという長身であったため、当時の在京テレビ局女子アナ最長身という称号を受けて話題を集めたこともあった。
その長身並びに宝塚歌劇団の男役スターを思わせる風貌（モデル時代はロングヘアだったが、フジテレビ入社後はずっとショートカットである）から、フジテレビ局舎のエレベーターに設置された通称『えれび』や『DS通信』で2001年から2003年まで「ベルサイユさやか」なるキャラを演じたこともある。
「キャピキャピできない」フジテレビ女子アナ4人で結成された『スパイシー★ガールズ』の一員でもある（他のメンバーは木幡美子、島田彩夏、山本麻祐子であったが、木幡のCSR推進室異動にあたり遠藤玲子が後任に指名された）。
また、スポーツ全般を得意としており、フジテレビの番組『サッカー小僧』の番組企画にて結成されたフジテレビ女子アナウンサーによる芸能人女子フットサルチーム『リアリー?マドリッド』の中心選手として活動し、2004年お台場カップで、長身を生かした卓越した守備を見せ、「お台場の壁」と呼ばれた。また、『えれび』ではベルサイユさやかの姿で通りがかりのフジテレビ社員を捕まえ卓球をしていた。
2001年の「FNSの日」で最後のコーナー・提供読みの中で15代目のアンカーを担当する。
2013年と2014年には、FNSチャリティキャンペーンの取材でネパール連邦民主共和国、フィリピン共和国を訪れ、その模様が『情報プレゼンター とくダネ!』番組内で放送された他、FNS系列各局にて現地取材報告講演会を行っている。
日本テレビ元アナウンサーの杉上佐智枝は大学時代の同期（なお、杉上は上智大学からの編入である）。
2016年9月21日、2016年9月19日に35歳の一般男性と結婚したことを『とくダネ!』で発表した。
高校の同級生にテレビ新広島元アナウンサーで現在は同局報道部記者の石井百恵がいる。
2021年7月1日付けでアナウンス職を離れ、人事局へ異動。
人材開発担当部長を経て、2025年7月 コーポレート本部人事局人事部長に就任。

## 「アイドリング!!!」でのエピソード
『アイドリング!!!』（フジテレビワンツーネクスト、フジテレビ On Demand）では、2006年10月30日（第1回放送直前）の制作記者会見の司会を務めて以来、2015年10月31日の番組最終回のMCまで、フジテレビアナウンサーとしては唯一番組開始から終了まで継続して関わった（第1回放送のMCだった斉藤舞子が2014年末をもって報道番組に専念したため）。
また、2期生からNEO期生（6期生に相当）までの新メンバーお披露目の回では全てMCを担当していた。特に、NEO期生は番組メインMCのバカリズムが不在のため、単独でMCを務めた。
そして公式では最後の企画『バカリズム特番』でナレーションを担当し最終生特番では進行を務め、グループに最も携わり最後まで見届けている。
- 「アイドリング!!!大相撲 初場所」（2007年1月10日放送）では、優勝した江渡万里彩と優勝商品のデジカメをかけて対戦し、大人気なく勝利。「春場所」（2007年3月15日放送）でも再度優勝した江渡を返り討ちにしている。
- 「ボウリングング!!!」（2007年10月10-12日放送）では、収録日は本来休日だったにもかかわらずマイボール・マイシューズを持参し収録に参加、始球式でストライクを投じた。
- 「イケメンアイドリング!!!」（アイドリング!!!メンバーがイケメンに扮する）ではスーツ姿で司会進行し、2009年8月6日放送ではメンバーから「森本さんがいちばんカッコイイ」という声がかけられた[3]。この回で優勝した横山ルリカは、森本を天海祐希とともに「イケメン2Top」の一人に挙げている[4]。
- 横山ルリカはアイドリング!!!の他のメンバーと比べて身長が高い（公称168cm）のがコンプレックスだったが、自分よりも長身の森本さやかの話を聞き気持ちが前向きになれたと言っている。
- 2011年6月26日の「アイドリング!!!10th LIVE かんがえるな。感じろ! GO AHEADング!!!」では、後半氷室京介を意識したスタイルでMCを務め、BOØWYファンの森田涼花から絶賛された[5]。さらに、2011年12月4日の「アイドリング!!!11th LIVE めっちゃ近いぞ! ビッグエッグング!!!」では、アイドリング!!!メンバー（G.遠藤舞・橘ゆりか、B.長野せりな、Dr.横山ルリカ）をバックバンドに従えて「NO. NEW YORK」を熱唱した[6]。

## 出演番組
- S-PARK (2021年4月4日　-　)　土曜深夜版報道キャスター
- FNNスーパーニュース（フィールドキャスター・月～水曜日）
- 土曜LIVE ワッツ!?ニッポン
- BSフジNEWS（BSフジ）
- お笑いチャンピオンボウリング（2007年9月23日、フジアナウンサーチームの一員）
- とくダネ!特捜プレミアム→とくダネ!style（司会、フジテレビONE・TWO）
- アイドリング!!!（フジテレビONE・NEXT）（不定期出演）
- アイドリング!!!日記→アイドリング!!!（地上波版）（フジテレビ、フジテレビONE）
- スミレ刑事の花咲く事件簿 epsode 0（2011年3月27日、フジテレビTWO） - 婦人警官 役
- バカリズム特番（フジテレビONE）- ナレーション・生特番進行
- 情報プレゼンター とくダネ!（プレゼンター、2007年以降はサブ司会女子アナの休暇、取材の際は代理サブ司会として出演）

## VHS・DVD
※ここではフジテレビ等の番組をメディア化したものは除く
- 同期女子アナ3人（高島彩・福元英恵）とパラパラオールスターズの共演

パラパラ・パラダイス presents ガッチャ！（2001年10月17日）

## 同期入社
- 川原浩揮（岡田浩揮）
- 高島彩
- 福元英恵
- 森下知哉
- 渡辺和洋
- 冨田憲子（ニッポン放送からの移籍）